# ブレナン・バーナーディーノ
ブレナン・アレン・バーナーディーノ（Brennan Allen Bernardino, 1992年1月15日 - ）は、アメリカ合衆国カリフォルニア州ロサンゼルス郡バレンシア出身のプロ野球選手（投手）。左投左打。MLBのボストン・レッドソックス所属。

## 経歴

### プロ入りとレッズ傘下時代
2014年のMLBドラフト26巡目（全体785位）でシンシナティ・レッズから指名されプロ入り。
2017年まで傘下のマイナーチームでプレーしたが、メジャーへの昇格はなかった。
2018年はAA級ペンサコーラ・ブルーワフーズで防御率6.20と不振で、7月に自由契約となった。

### ゴールドアイズ時代
2018年8月8日にアメリカン・アソシエーションのウィニペグ・ゴールドアイズと契約した。

### ブルズ時代
2019年5月29日にメキシカンリーグのティフアナ・ブルズと契約した。

### インディアンス傘下時代
2019年途中に保有権がクリーブランド・インディアンスに譲渡された。移籍後は傘下のA＋級リンチバーグ・ヒルキャッツ、AA級アクロン・ラバーダックスでプレーした。
2020年は新型コロナウイルスの影響でマイナーリーグのシーズンが中止となり、公式戦の出場はなかった。

### ブルズ復帰
2021年にかつて在籍したティフアナ・ブルズと再び契約した。同年は0勝4敗、防御率5.63を記録した。
2022年は9試合に先発登板して防御率3.09を記録した。

### マリナーズ時代
2022年6月25日に保有権がシアトル・マリナーズへ譲渡された。移籍後は傘下のAAA級タコマ・レイニアーズへ送られ、7月30日にメジャー契約を結びアクティブ・ロースター入り。翌日のヒューストン・アストロズ戦の延長10回に救援登板してメジャーデビューし、ヨルダン・アルバレスに決勝点となる適時打を許し敗戦投手となった。この年メジャーでは2試合に登板した。
2023年はAAA級タコマで開幕を迎えたが、2試合の登板で8失点し、4月11日にDFAとなった。

### レッドソックス時代
2023年4月16日にウェイバー公示を経て、ボストン・レッドソックスへ移籍した。4月24日にアクティブ・ロースターに登録されると、4月29日のガーディアンズ戦で初勝利を挙げた。この年は55試合に登板して、2勝1敗、防御率3.20、58奪三振を記録した。
2024年は開幕ロースターから外れたが、4月9日にアクティブ・ロースターに登録された。この年は57試合に登板して、4勝3敗、防御率4.06、56奪三振を記録した。

## 代表歴
メキシコ系アメリカ人であり、2015年と2019年のWBSCプレミア12にメキシコ代表で出場した。

## 詳細情報

### 背番号
- 70（2022年）
- 83（2023年 - ）

### 代表歴
- 2015 WBSCプレミア12 メキシコ代表
- 2019 WBSCプレミア12 メキシコ代表